# Brothers
 For alternative betydninger, se Brothers (flertydig). (Se også artikler, som begynder med Brothers)
Brothers er en amerikansk drama-krigsfilm fra 2009 med Tobey Maguire, Jake Gyllenhaal og Natalie Portman i hovedrollerne. Filmen er instrueret af Jim Sheridan, og er baseret på Susanne Biers danske film Brødre fra 2004, som finder sted i Afghanistan og Danmark. Begge film tager inspiration fra Homers episke digt Odysseen. Tobey Maguire fik en Golden Globe-nominering for sin præstation.

## Medvirkende
- Tobey Maguire som Capt. Sam Cahill
- Jake Gyllenhaal som Tommy Cahill
- Natalie Portman som Grace Cahill
- Mare Winningham som Elsie Cahill
- Sam Shepard som Hank Cahill
- Clifton Collins, Jr. som Maj. Cavazos
- Bailee Madison som Isabelle Cahill
- Taylor Geare som Maggie Cahill
- Patrick Flueger som Pvt. Joe Willis
- Carey Mulligan som Cassie Willis
- Jenny Wade som Tina
- Omid Abtahi som Yusuf
- Ethan Suplee som Sweeney
- Ray Prewitt som Owen